# Гампус Фіннделл
Гампус Фіннделл (швед. Hampus Finndell, нар. 6 червня 2000, Вестерос, Швеція) — шведський футболіст, півзахисник норвезького клубу «Вікінг».

## Ігрова кар'єра

### Клубна
Гампус Фінделл народився у містечку Вестерос і там же почав грати у футбол у місцевому клубі «ІК Франке». Згодом перебрався до академії столичного клубу «Броммапойкарна», де провів чотири роки. Ще рік футболіст навчався у школі нідерландського клубу «Гронінген».
У грудні 2017 року Фіннделл повернувся до Швеції та у травні 2019 року дебютував у складі столичного клубу «Юргорден». Сезон 2020 року Гампус провів в оренді у клубі Супереттан «Далькурд».

### Збірна
З 2015 року Гампус Фіннделл був гравцем юнацьких збірних Швеції різних вікових категорій.

## Досягнення
Юргорден
- Чемпіон Швеції: 2019
- Переможець Кубка Швеції: 2018